# Le mani dell'assassino
Le mani dell'assassino (Hands of a Stranger) è un film del 1962 diretto da Newt Arnold.

## Trama
Un giovane e promettente pianista perde le mani in seguito a un incidente stradale. Un abile chirurgo gli trapianta le mani di un cadavere sconosciuto. Le conseguenze saranno drammatiche.